# Коше, Анри
Анри́ Жан Коше́ (фр. Henri Jean Cochet; 14 декабря 1901, Лион или Вийёрбан — 1 апреля 1987, Сен-Жермен-ан-Ле) — французский теннисист-любитель, один из «четырёх мушкетёров» французского тенниса начала XX века. 
- 15-кратный победитель турниров Большого шлема в одиночном, мужском парном и смешанном парном разрядах
- Победитель чемпионата мира на грунтовых кортах 1922 года, двукратный чемпион мира на крытых кортах
- Шестикратный обладатель Кубка Дэвиса в составе сборной Франции
- Серебряный призёр Олимпийских игр 1924 года в одиночном и мужском парном разрядах
- Член Международного зала теннисной славы с 1976 года.

## Спортивная карьера
Отец Анри Коше был служащим местного теннисного клуба, и мальчик проводил время, подавая мячи игрокам, а часы, когда корт был закрыт для посетителей, отдавал тренировкам.
В 1921 году Анри Коше перебрался из Лиона в Париж. В том же году он дошёл до финала чемпионата города в помещениях, где ему противостоял другой новичок, Жан Боротра. Победителем стал Коше. В следующем году они с Боротра уже выступали за сборную Франции в Кубке Дэвиса, и Коше взял единственное очко для французской команды в проигранном полуфинальном матче против австралийцев. В этом же году Коше выиграл национальное первенство в одиночном разряде, а также в смешанном парном разряде, где его партнёршей была Сюзанн Ленглен . Чемпионат Франции в это время ещё не был открыт для участников из-за рубежа, однако Коше добился побед и в крупных международных турнирах под эгидой Международной федерацией лаун-тенниса (ILTF): в Брюсселе он стал чемпионом мира на грунтовых кортах во всех трёх разрядах (в мужских парах с Боротра, а в смешанных с Ленглен), а в Санкт-Морице (Швейцария) — чемпионом мира на крытых кортах .
В 1923 году к Боротра и Коше в рядах сборной Франции присоединились Рене Лакост и Жак Брюньон; впоследствии эта четвёрка заслужит титул «мушкетёров». В этом году французская сборная выиграла Европейскую зону, где Коше победил в шести из восьми своих игр. Межзональный финал французы без Коше опять проиграли австралийцам. Сам Коше второй год подряд выиграл чемпионат мира на закрытых кортах, на этот раз проходивший в Барселоне, а в паре с Ленглен вторично стал чемпионом Франции в миксте.
В 1924 году Коше принял участие в Олимпийских играх в Париже. Он дошёл до финала Олимпийского турнира как в одиночном разряде, так и в мужских парах (с Брюньоном), но на его пути дважды встал американец Винсент Ричардс (в парах — с Фрэнком Хантером), и Коше пришлось удовольствоваться двумя серебряными медалями. В рамках Кубка Дэвиса сборная Франции снова сначала выиграла с Коше Европейскую зону, а потом без него проиграла межзональный финал австралийцам.
С 1925 года начинается история выступлений Коше в финалах турниров Большого шлема. Свой первый финал он провёл в мужском парном разряде в чемпионате Франции, с этого года ставшем международным. В финале им противостояли Лакост и Боротра, победившие в пяти сетах. На следующий год Коше уже завоевал два первых титула в турнирах Большого шлема, сначала выиграв чемпионат Франции в одиночном разряде, а затем Уимблдонский турнир в мужских парах. В этом году он также стал автором сенсации на чемпионате США, победив в полуфинале Билла Тилдена, до этого выигравшего в рамках турнира 42 матча подряд за семь лет.
В течение пяти лет, с 1926 до 1930 год, Коше выигрывал не менее двух турниров Большого шлема за сезон (в разных разрядах), но при этом ему только однажды удалось отстоять завоёванный титул на следующий год: в 1928 и 1929 годах он дважды подряд выиграл чемпионат Франции в миксте. Всего с 1926 по 1932 год Коше завоевал 15 титулов на турнирах Большого шлема, из них семь в одиночном разряде. Возможно, он мог бы выиграть ещё один титул на чемпионате США 1932 года, но был вынужден играть подряд в один день полуфинальную и финальную встречу и в финале уже ничего не смог противопоставить отдохнувшему за день Элсуорту Вайнзу.
В 1926 году сборная Франции с Коше дошла до этапа вызова (финального матча) Кубка Дэвиса, где проиграла команде США. Коше выиграл за этот год девять встреч в Кубке Дэвиса и проиграл две. В 1927 году команда Франции снова играла в финале, и на этот раз добилась общей победы со счётом 3-2. Победное очко французам принёс Коше, обыгравший в решающем, пятом матче Билла Джонстона. Эта игра начала серию из десяти подряд побед Коше на этапе вызова, продолжавшуюся до его первого матча во встрече со сборной США в 1932 году, когда он обыграл Уилмера Эллисона. За это время он провёл также пять матчей в парах, выиграв три из них, и завоевал с командой Франции Кубок Дэвиса шесть раз подряд, в том числе три раза после ухода из тенниса Рене Лакоста в 1929 году.
1933 год стал последним в любительской карьере Анри Коше. Он в последний раз сыграл за сборную на этапе вызова Кубка Дэвиса и вышел на чемпионате Франции в свои последние финалы в одиночном и смешанном парном разрядах. После этого он перешёл в профессионалы, но в этом качестве выступал немного (в частности, представлял сборную Франции в Кубке Боннарделя, профессиональном аналоге Кубка Дэвиса, 1936 года), и после войны ему был возвращён статус любителя. В этом качестве он в 1946 году, в возрасте 45 лет, выиграл турнир в Церматте. После окончания активных выступлений он содержал магазин спортивного инвентаря и продолжал давать уроки тенниса даже после того, как ему исполнилось 70 лет.
А. Коше посещал СССР, где давал показательные выступления в различных городах, а в Москве действовала его теннисная школа, где он лично занимался с ведущими теннисистами страны. С 1928 по 1931 год Анри Коше считался лучшим теннисистом мира. В 1976 году, одновременно с остальными «мушкетёрами», его имя было внесено в списки Международного зала теннисной славы.

## Стиль игры
В эпоху мастеров мощнейшей подачи Анри Коше, не обладавший пушечным ударом, одерживал победы над соперниками за счёт чутья и тонкого расчёта. Его называли лучшим в мире мастером игры с полулёта.

## Участие в финалах турниров Большого шлема

### Одиночный разряд (10)

#### Победы (7)
| Год  | Турнир                  | Соперник в финале  | Счёт в финале           |
| ---- | ----------------------- | ------------------ | ----------------------- |
| 1926 | Чемпионат Франции       | Рене Лакост        | 6-2, 6-4, 6-3           |
| 1927 | Уимблдонский турнир     | Жан Боротра        | 4-6, 4-6, 6-3, 6-4, 7-5 |
| 1928 | Чемпионат Франции (2)   | Рене Лакост        | 5-7, 6-3, 6-1, 6-3      |
| 1928 | Чемпионат США           | Фрэнк Хантер       | 4-6, 6-4, 3-6, 7-5, 6-3 |
| 1929 | Уимблдонский турнир (2) | Жан Боротра        | 6-4, 6-3, 6-4           |
| 1930 | Чемпионат Франции (3)   | Билл Тилден        | 3-6, 8-6, 6-3, 6-1      |
| 1932 | Чемпионат Франции (4)   | Джорджо ди Стефани | 6-0, 6-4, 4-6, 6-3      |

#### Поражения (3)
| Год  | Турнир              | Соперник в финале | Счёт в финале      |
| ---- | ------------------- | ----------------- | ------------------ |
| 1928 | Уимблдонский турнир | Рене Лакост       | 1-6, 6-4, 4-6, 2-6 |
| 1932 | Чемпионат США       | Элсуорт Вайнз     | 4-6, 4-6, 4-6      |
| 1933 | Чемпионат Франции   | Джек Кроуфорд     | 6-8, 1-6, 3-6      |

### Мужской парный разряд (11)

#### Победы (5)
| Год  | Турнир                  | Партнёр     | Соперники в финале            | Счёт в финале           |
| ---- | ----------------------- | ----------- | ----------------------------- | ----------------------- |
| 1926 | Уимблдонский турнир     | Жак Брюньон | Говард Кинси Винсент Ричардс  | 7-5, 4-6, 6-3, 6-2      |
| 1927 | Чемпионат Франции       | Жак Брюньон | Жан Боротра Рене Лакост       | 2-6, 6-2, 6-0, 1-6, 6-4 |
| 1928 | Уимблдонский турнир (2) | Жак Брюньон | Джеральд Паттерсон Джон Хокс  | 13-11, 6-4, 6-4         |
| 1930 | Чемпионат Франции (2)   | Жак Брюньон | Джим Уиллард Гарри Хопман     | 6-3, 9-7, 6-3           |
| 1932 | Чемпионат Франции (3)   | Жак Брюньон | Марсель Бернар Кристиан Буссю | 6-4, 3-6, 7-5, 6-3      |

#### Поражения (6)
| Год  | Турнир                  | Партнёр       | Соперники в финале           | Счёт в финале             |
| ---- | ----------------------- | ------------- | ---------------------------- | ------------------------- |
| 1925 | Чемпионат Франции       | Жак Брюньон   | Жан Боротра Рене Лакост      | 5-7, 6-4, 3-6, 6-2, 3-6   |
| 1926 | Чемпионат Франции (2)   | Жак Брюньон   | Говард Кинси Винсент Ричардс | 4-6, 1-6, 6-4, 4-6        |
| 1927 | Уимблдонский турнир     | Жак Брюньон   | Билл Тилден Фрэнк Хантер     | 6-1, 6-4, 6-8, 3-6, 4-6   |
| 1928 | Чемпионат Франции (3)   | Жан де Бюзеле | Жан Боротра Жак Брюньон      | 4-6, 6-3, 2-6, 6-3, 4-6   |
| 1929 | Чемпионат Франции (4)   | Жак Брюньон   | Жан Боротра Рене Лакост      | 3-6, 6-3, 3-6, 6-3, 6-8   |
| 1931 | Уимблдонский турнир (2) | Жак Брюньон   | Джордж Лотт Джон ван Рин     | 2-6, 8-10, 11-9, 6-3, 3-6 |

### Смешанный парный разряд (5)

#### Победы (3)
| Год  | Турнир                | Партнёр                    | Соперники в финале            | Счёт в финале |
| ---- | --------------------- | -------------------------- | ----------------------------- | ------------- |
| 1927 | Чемпионат США         | Эйлин Беннетт-Уиттингстолл | Хейзел Уайтмен Рене Лакост    | 6-2, 6-0, 6-3 |
| 1928 | Чемпионат Франции     | Эйлин Беннетт-Уиттингстолл | Хелен Уиллз-Муди Фрэнк Хантер | 3-6, 6-3, 6-3 |
| 1929 | Чемпионат Франции (2) | Эйлин Беннетт-Уиттингстолл | Хелен Уиллз-Муди Фрэнк Хантер | 6-3, 6-2      |

#### Поражения (2)
| Год  | Турнир                | Партнёр                    | Соперники в финале         | Счёт в финале |
| ---- | --------------------- | -------------------------- | -------------------------- | ------------- |
| 1928 | Чемпионат Франции     | Диди Власто                | Сюзанн Ленглен Жак Брюньон | 2-6, 2-6      |
| 1933 | Чемпионат Франции (2) | Эйлин Беннетт-Уиттингстолл | Цилли Ауссем Билл Тилден   | 4-6, 4-6      |